# 围屏满族乡
围屏满族乡是中华人民共和国辽宁省葫芦岛市兴城市下辖的一个民族乡。

## 行政区划
围屏满族乡下辖以下村级行政区划单位：
围屏村、北边村、太平村、往户村、茶家村、团瓢村、陈良村和云台寺村。